# 科希切日納縣

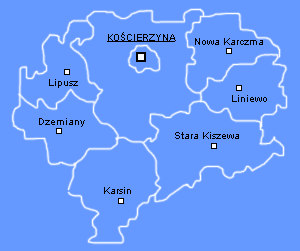

54°7′N 17°59′E / 54.117°N 17.983°E
科希切日納縣（波蘭語：Powiat kościerski），是波蘭的縣份，位於該國北部，由濱海省負責管轄，首府設於科希切日納，面積1,166平方公里，2006年人口66,778，人口密度每平方公里57人。